# Pontocypris punctatus
Pontocypris punctatus is een mosselkreeftjessoort uit de familie van de Pontocyprididae. De wetenschappelijke naam van de soort is voor het eerst geldig gepubliceerd in 2004 door Ramos, Whatley & Coimbra.